# Eulithis inversa
Eulithis inversa är en fjärilsart som beskrevs av Nudström 1916. Eulithis inversa ingår i släktet Eulithis och familjen mätare. Inga underarter finns listade i Catalogue of Life.